# Génova (Colombia)
Génova è un comune della Colombia facente parte del dipartimento di Quindío.
L'abitato venne fondato da un gruppo di coloni nel 1903, mentre l'istituzione del comune è del 1937.